# Obertitz
Obertitz ist ein Ortsteil der Stadt Groitzsch im Landkreis Leipzig (Freistaat Sachsen). Der Ort wurde 1948 nach Droßkau eingemeindet und 1966 mit diesem nach Großstolpen. Großstolpen mit seinen Ortsteilen kam wiederum im Jahr 1996 zur Stadt Groitzsch.

## Geografie

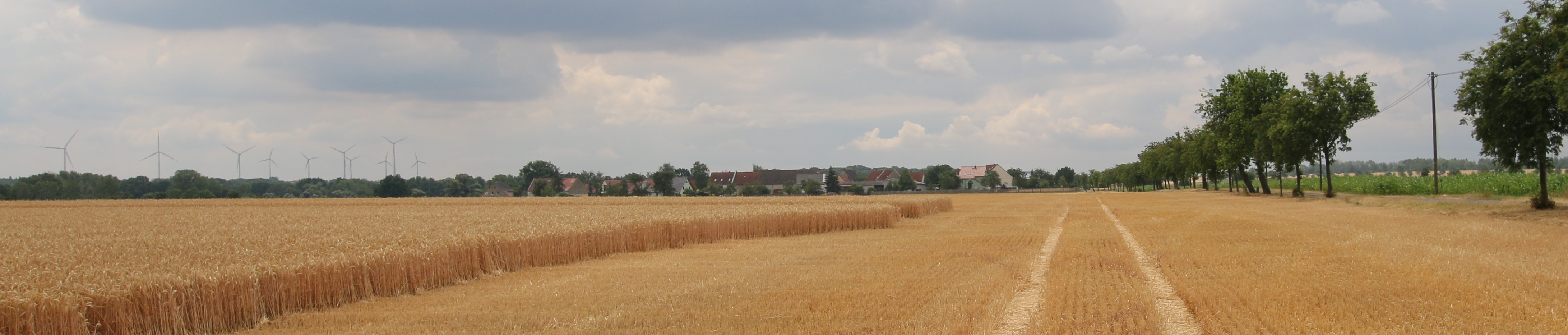
Obertitz von Cöllnitz (Norden) aus gesehen

Obertitz liegt in der Leipziger Tieflandsbucht südöstlich von Groitzsch. Nördlich des Orts verläuft die Bundesstraße 176, im Osten liegt die Aue der Schnauder. Das Gebiet südlich von Obertitz wurde zwischen 1974 und 1991 durch den zum Mitteldeutschen Braunkohlerevier gehörigen Tagebau Groitzscher Dreieck zerstört. In dem Restloch entstand der Groitzscher See. 

## Geschichte

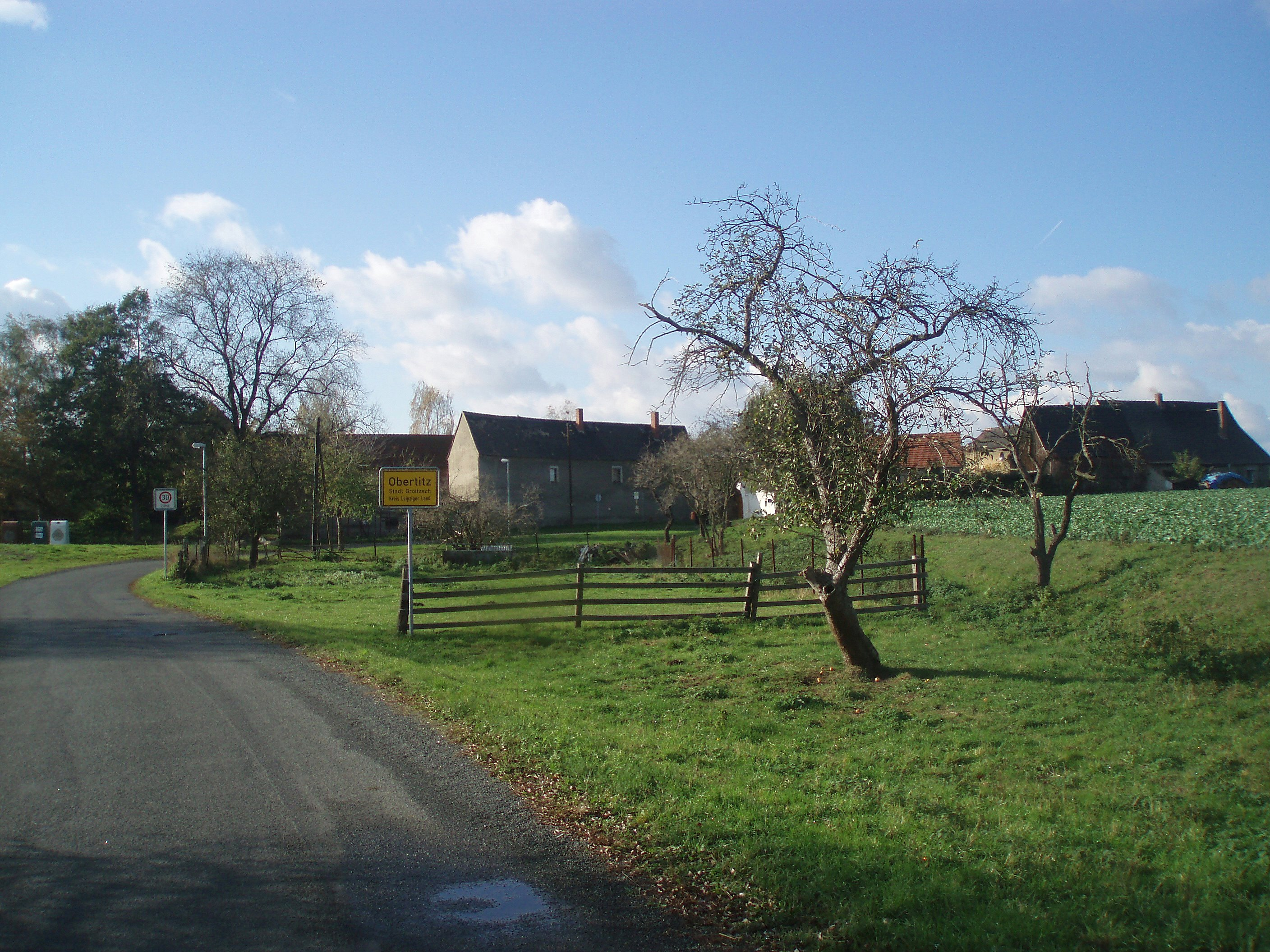
Obertitz mit Schnauderaue

Das Sackgassendorf Obertitz wurde 1548 erstmals urkundlich erwähnt und besteht aus mehreren typisch ländlichen Drei-Seiten-Höfen mit Fachwerkwänden. Der Ort, dessen Name slawischen Ursprungs ist, lag um 1378 im Gebiet der Grafschaft Groitzsch, die 1460 mit dem Geleitsamt Pegau zum Amt Pegau vereinigt wurde. Seitdem lag Obertitz bis 1856 im kursächsischen bzw. königlich-sächsischen Amt Pegau. Die Gerichtsbarkeit über den Ort lag um 1551 anteilig beim Kloster Pegau und beim Rittergut Löbnitz, um 1606 und 1764 beim Rittergut Mausitz. Ab 1856 gehörte der Ort zum Gerichtsamt Pegau und ab 1875 zur Amtshauptmannschaft Borna.
Am 1. Oktober 1948 wurde Obertitz nach Droßkau eingemeindet, mit dem der Ort im Jahr 1952 dem Kreis Borna im Bezirk Leipzig zugeordnet wurde. Die Gemeinde Droßkau mit ihren zwei Ortsteilen wurde am 1. April 1966 nach Großstolpen eingemeindet. Die Gemeinde Großstolpen gehörte seit 1990 zum sächsischen Landkreis Borna, der 1994 im Landkreis Leipziger Land aufging. Durch die am 1. Januar 1996 erfolgte Eingemeindung von Großstolpen nach Groitzsch wurde Obertitz ein Ortsteil der Stadt Groitzsch.
Zwischen 1974 und 1991 zerstörte der Tagebau Groitzscher Dreieck den Bereich südlich von Obertitz. Danach entstand aus dem Restloch der Groitzscher See. Das nördlich des Sees verbliebene Abbaufeld sollte ab 2030 als „Abbaufeld Groitzscher Dreieck“ des Tagebaus Vereinigtes Schleenhain wieder aufgefahren werden. Dabei wurde die Ortslage Obertitz als „Vorbehaltsgebiet“ ausgewiesen. Im Januar 2021 erklärte die MIBRAG, das „Abbaufeld Groitzscher Dreieck“ und die Ortslage Obertitz nicht mehr in Anspruch nehmen zu wollen.